# Leipziger Straße (Frankfurt am Main)
Die Leipziger Straße ist eine zentrale Geschäfts- und Wohnstraße im Frankfurter Stadtteil Bockenheim. Nach der 1895 erfolgten Eingemeindung Bockenheims wurde die zuvor „Frankfurter Straße“ genannte Straße umbenannt.

## Verlauf
Die Leipziger Straße verläuft in einer leichten Krümmung von der Adalbertstraße in Höhe der Bockenheimer Warte in nordwestlicher Richtung in den Stadtteil hinein. Diese Krümmung hat eine historische Ursache: Der Baugrund in Richtung der südwestlich der Leipziger Straße gelegenen Großen Seestraße ist von starken Wasseradern durchzogen und nicht so basalthaltig wie in Richtung der nordöstlich davon gelegenen Sophienstraße. Daher hatte unter anderem die Firma Siesmayer das Gelände des Kurfürstenplatzes, ein ehemaliges Sumpfgebiet, vor dessen parkähnlicher Gestaltung trockenlegen müssen. Die Einmündung der Basaltstraße in die Leipziger Straße trennte vormals das nordwestlich gelegene Alt-Bockenheim vom südöstlichen Neu-Bockenheim. Dort, kurz vor dem Hülya-Platz endet die Leipziger Straße und teilt sich in die Friesengasse und die Grempstraße, vormals Kirchgasse.
Historisch wurden die Hausnummern vom Stadtzentrum der vormals selbständigen kurhessischen Stadt Bockenheim bis zum damaligen Stadtrand an der Bockenheimer Warte hochgezählt, wie heute noch in der Parallelstraße Große Seestraße der Fall. Seit der Eingemeindung wurden die Hausnummern aufsteigend vom Frankfurter Stadtzentrum ausgehend vergeben.

## Verkehr
Die Leipziger Straße liegt in einer Tempo-30-Zone. Der geringe Straßenquerschnitt erlaubt nur einspuriges Fahren; so ist sie in voller Länge als Einbahnstraße stadtauswärts ausgewiesen. Sie war eine der ersten Einbahnstraßen in Deutschland, in der in einem Versuchsprojekt das Radfahren gegen die Hauptfahrtrichtung erlaubt wurde.
Unter der Leipziger Straße verläuft die C-Strecke der Frankfurter Stadtbahn mit den Linien U6 und U7 zwischen der Bockenheimer Warte und dem Industriehof. In Höhe der Kurfürstenstraße befindet sich die U-Bahn-Station Leipziger Straße.
Bis Mai 1965 führte von der Bockenheimer Warte kommend eine Linie der Straßenbahn Frankfurt am Main über die Leipziger Straße und bog am Kirchplatz links Richtung Schönhof ab. Nach Stilllegung des Linienbetriebes war die Strecke noch einige Jahre als Betriebsstrecke befahrbar, bevor Gleise und Fahrleitung entfernt wurden. Noch heute zeugen einige Oberleitungsrosetten an Altbauten entlang der Leipziger Straße vom früheren Straßenbahnbetrieb.

## Einzelhandel
Das Bild der Leipziger Straße wird im Erdgeschoss der Bebauung durchgängig von kleinen und mittleren Fachgeschäften verschiedener Branchen geprägt. Hinzu kommen Handwerksbetriebe, Dienstleister, Gaststätten sowie viele Lebensmittelgeschäfte und Gemüsestände. Im nordwestlichen Teil befindet sich ein Warenhaus der Woolworth-Kette. In vielen Hinterhöfen und auch in den Seitenstraßen sind weitere Geschäfte und Betriebe angesiedelt. Im östlichen Bereich zwischen der Adalbertstraße und der Leipziger Straße befindet sich ein kleines Einkaufszentrum, die Ladengalerie Bockenheim.
Der wirtschaftliche Strukturwandel der 1990er-Jahre im Einzelhandel ist auch an der Leipziger Straße nicht vorbeigegangen. Ein deutliches Zeichen dafür ist das Kaufhof-Warenhaus, das im Juni 2000 geschlossen wurde. Der geplante Umbau in ein Boutiquencenter wurde im Februar 2007 wegen fehlender Baugenehmigung und Baumängeln gestoppt. Im Mai 2014 eröffnete der Online-Versandhändler Zalando an dieser Stelle einen Outlet-Store.

Impressionen aus der Leipziger Straße
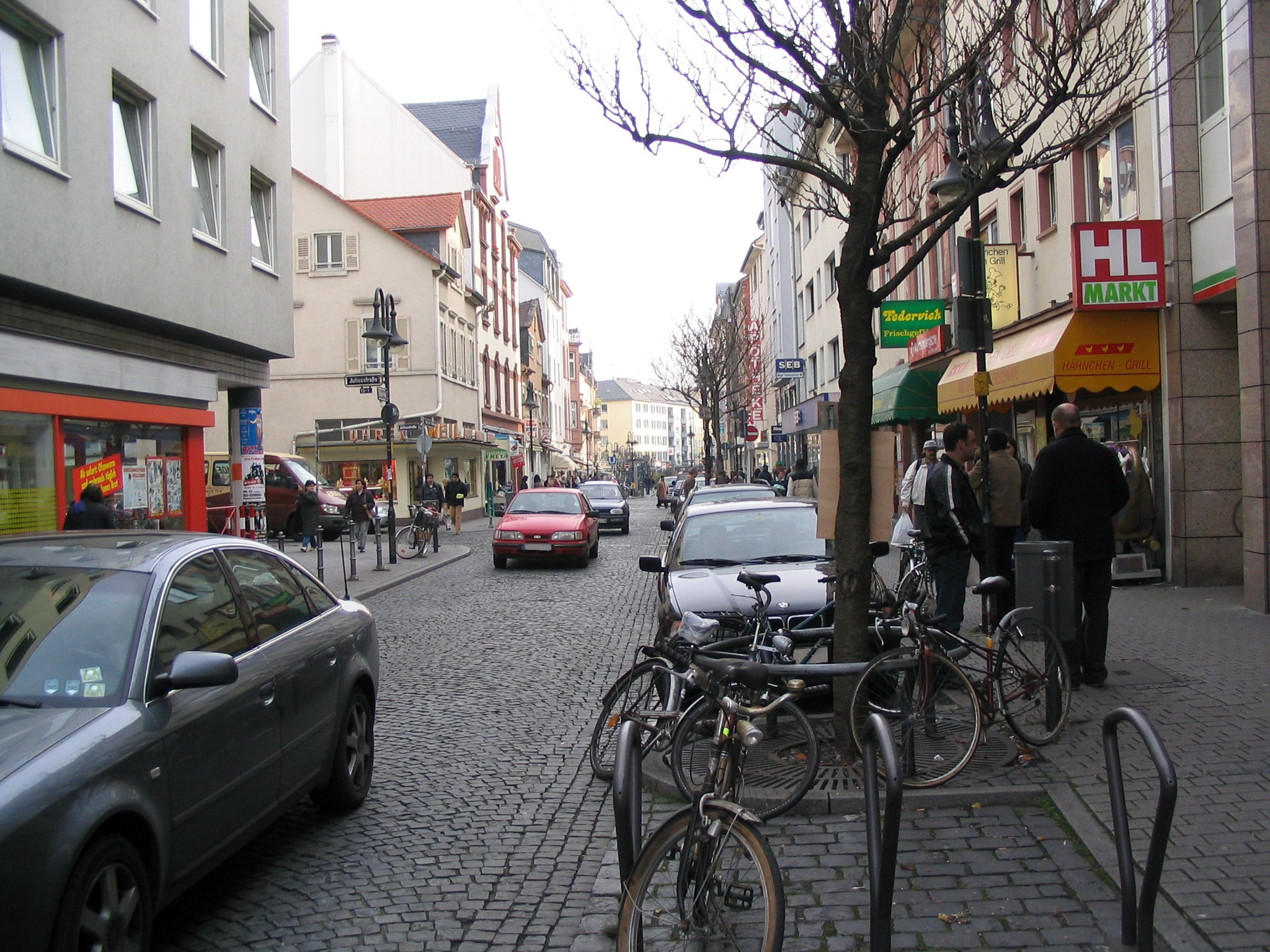
Ecke Juliusstraße
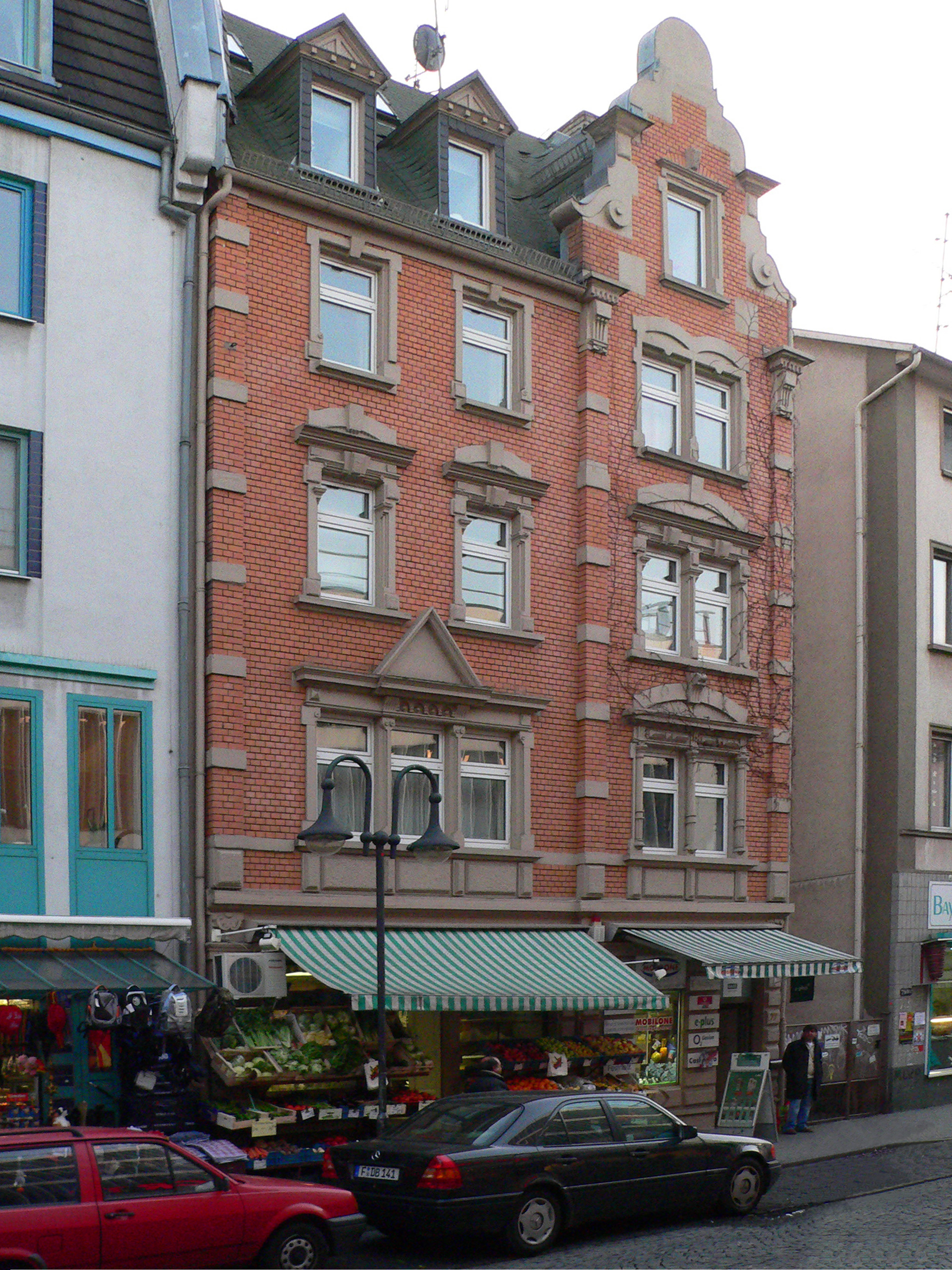
Bauliche Kontraste
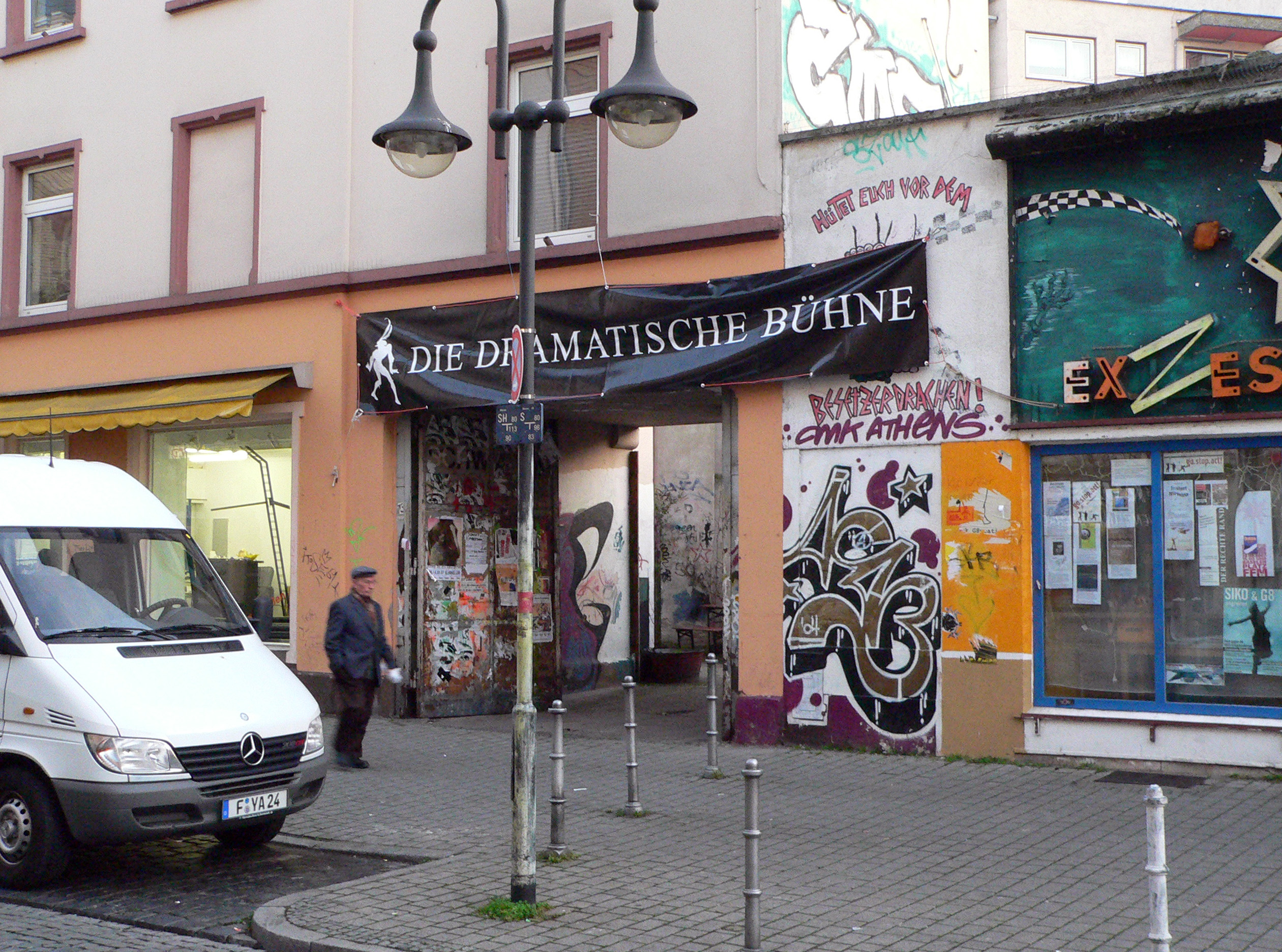
„Die Dramatische Bühne“
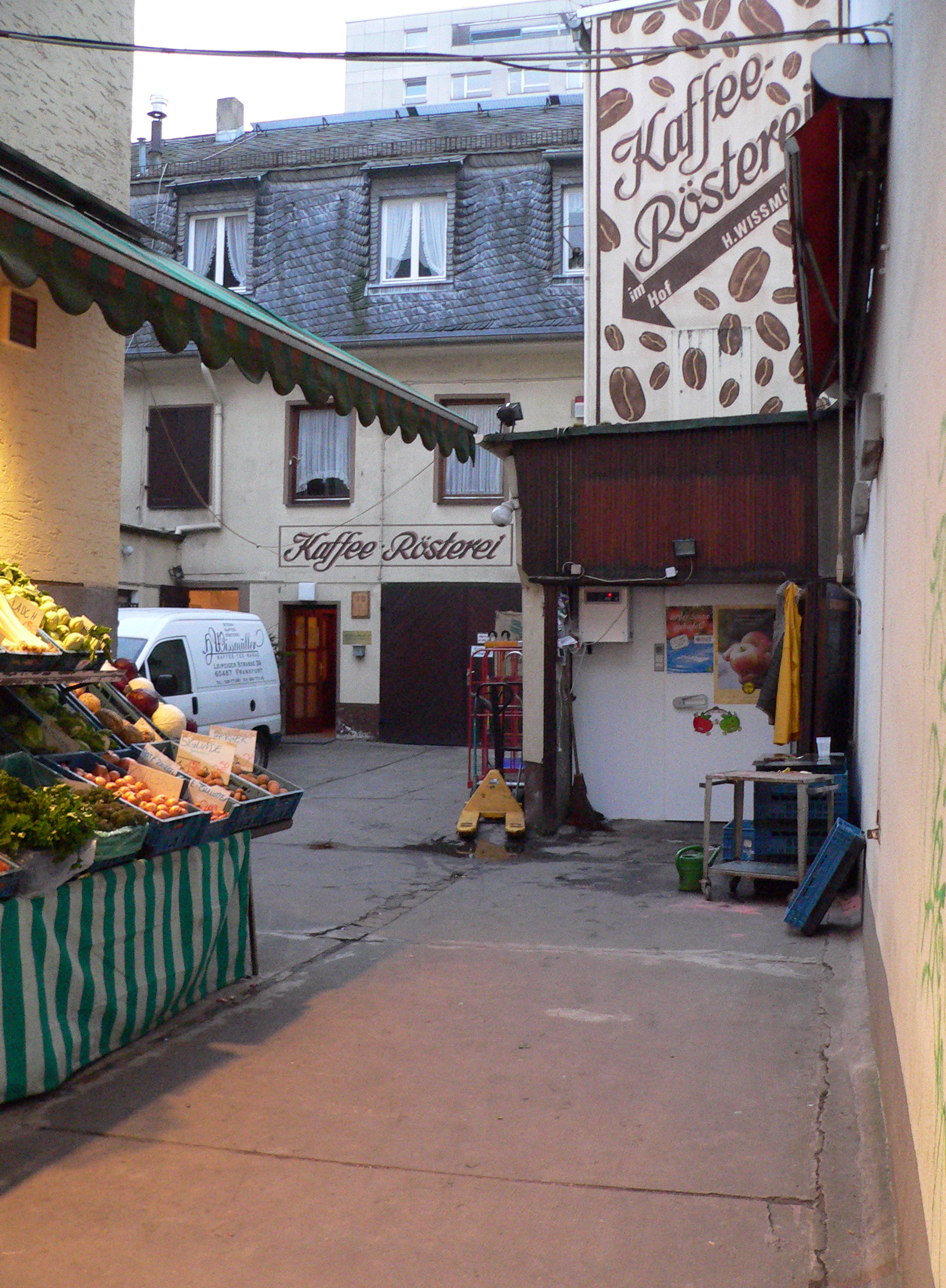
Kaffeerösterei im Hinterhof

## Kultur

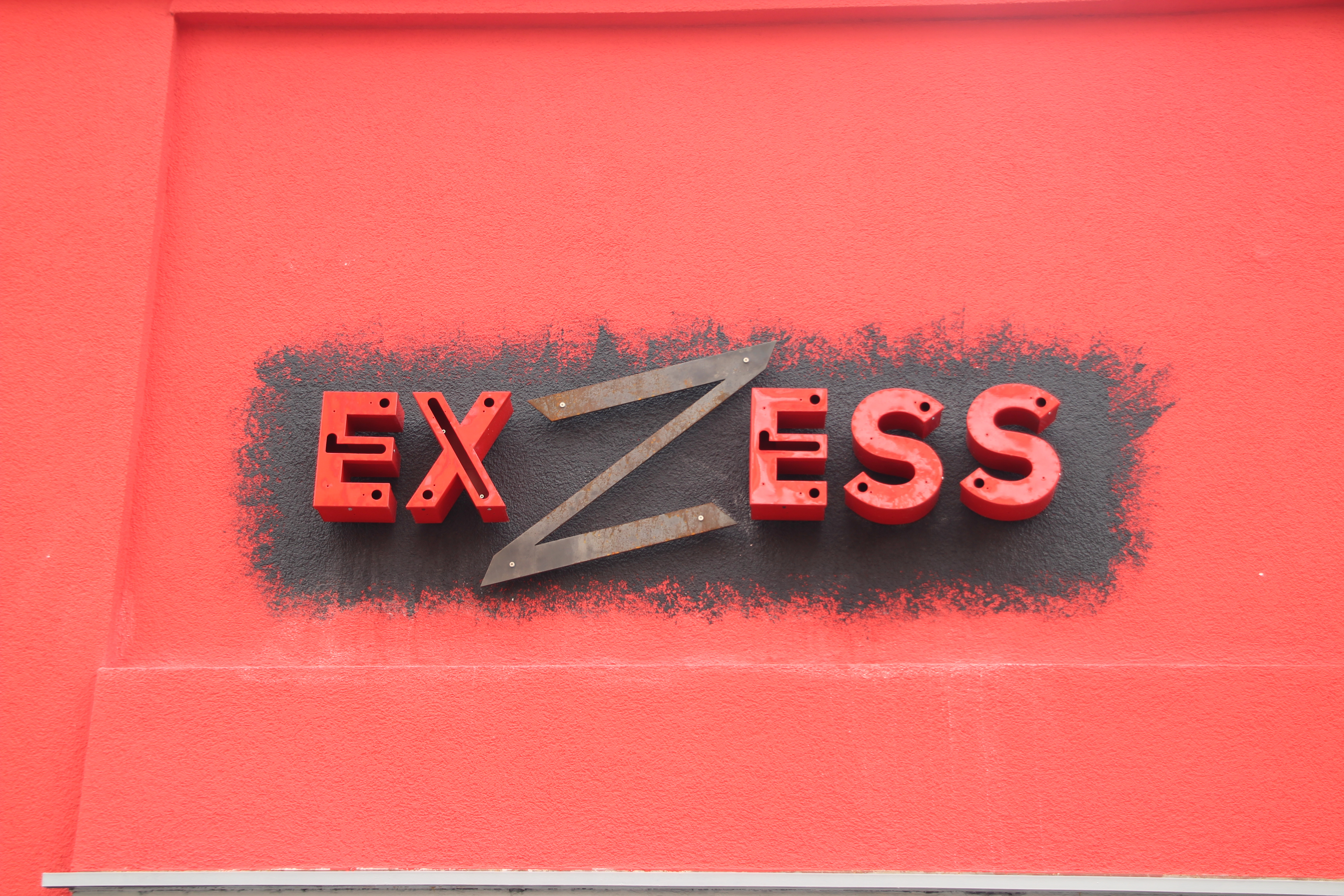
Das ExZess

In der Exzess-Halle in der Leipziger Straße 91 befindet sich seit 1993 das Theater Die Dramatische Bühne, das vor allem Shakespeare, Goethe und Molière aufführt. Seit 1999 veranstaltet das Theater im Sommer Freilichtaufführungen im Grüneburgpark.

## Bebauung
Die Leipziger Straße ist uneinheitlich bebaut. Es finden sich einige Baudenkmäler, wie z. B. das Delkeskampsches Haus am Anfang, eine Reihe von Bauten der Gründerzeit und des Jugendstils, sowie des Klassizismus. Es haben nur wenige Bauten den Zweiten Weltkrieg überstanden. Die Baulücken wurden in der Nachkriegszeit und den 1970er- und 1980er-Jahren mit Zweckbauten gefüllt. Augenfällig ist das Gebäude des ehemaligen Kaufhofs gegenüber der Straße Am Weingarten an der Ecke Rohmerstraße, wo sich die Leipziger Straße platzartig erweitert.
Die Erdgeschosse der Bauten sind fast durchgängig mit Gewerberäumen belegt. In den oberen Stockwerken finden sich Wohnungen, Praxisräume und gelegentlich kleine Dienstleistungsbetriebe.

### Filiale Kaufhaus Woolworth-Bockenheim

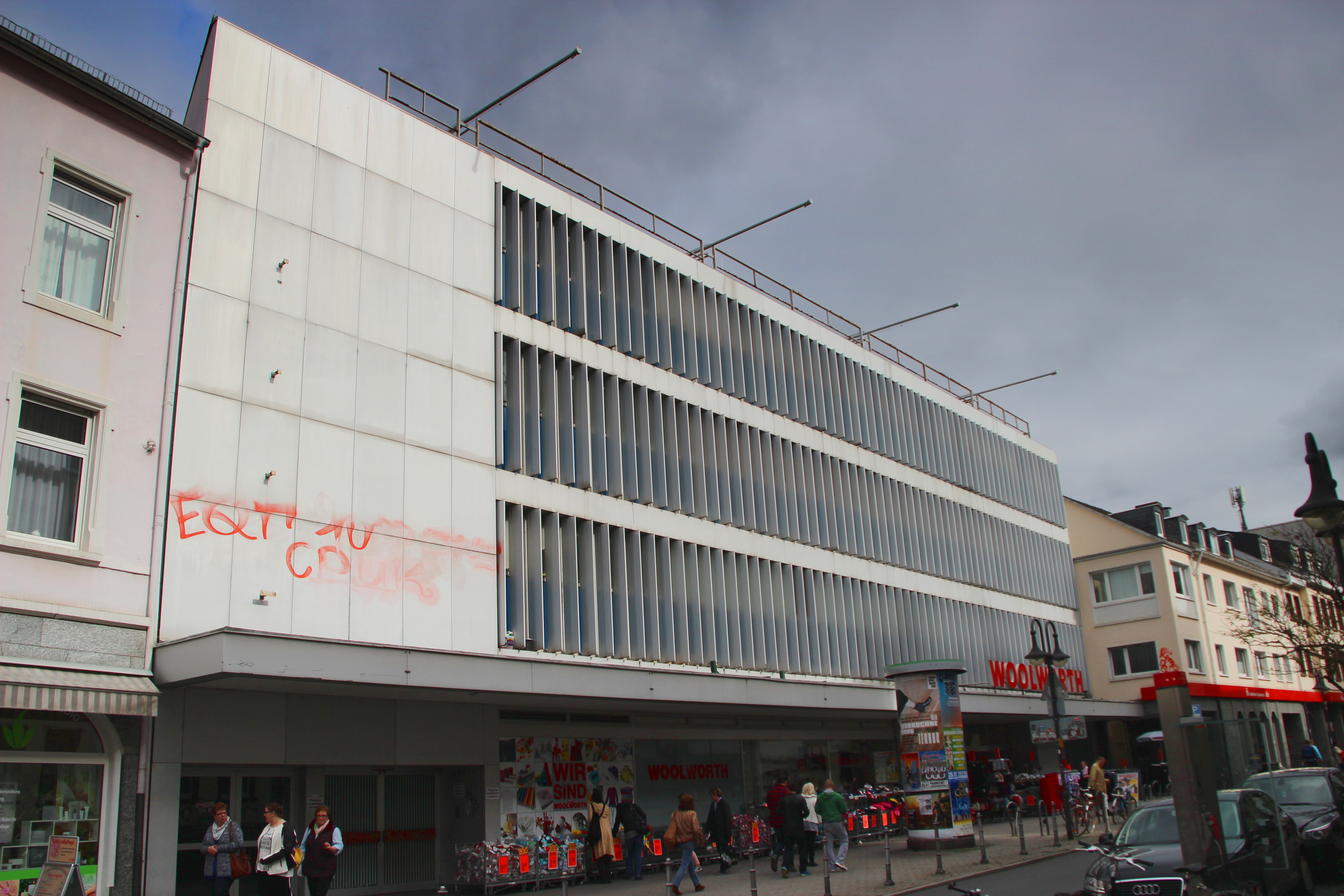
Woolworth-Filiale Bockenheim

Im Jahr 1812 errichtete Adolf Keller an diesem Ort ein imposantes Bürgerhaus. Er war unter anderem ein Unterstützer der evangelischen Kirchengemeinde und vieler gemeinnütziger Bockenheimer Institutionen.
1968 baute die Hertie GmbH an der Leipziger Straße 88–90 eine Filiale für ihren Vollsortimenter im Niedrigpreisbereich unter dem Namen Bilka. Im Souterrain wurde ein Self-Service-Restaurant mit eigener Küche eröffnet. In den modern verkleideten oberen Stockwerken befanden sich Lager- und Verwaltungsräume.
1989 verkaufte die Hertie GmbH ihre Tochtergesellschaft Bilka an Woolworth. Diese schloss nach 21-jähriger Betriebsdauer das Restaurant und erweiterte dort ihre Verkaufsfläche.

### Ehemaliges Kaufhofgebäude-Bockenheim (vormals Warenhaus Schreiber)

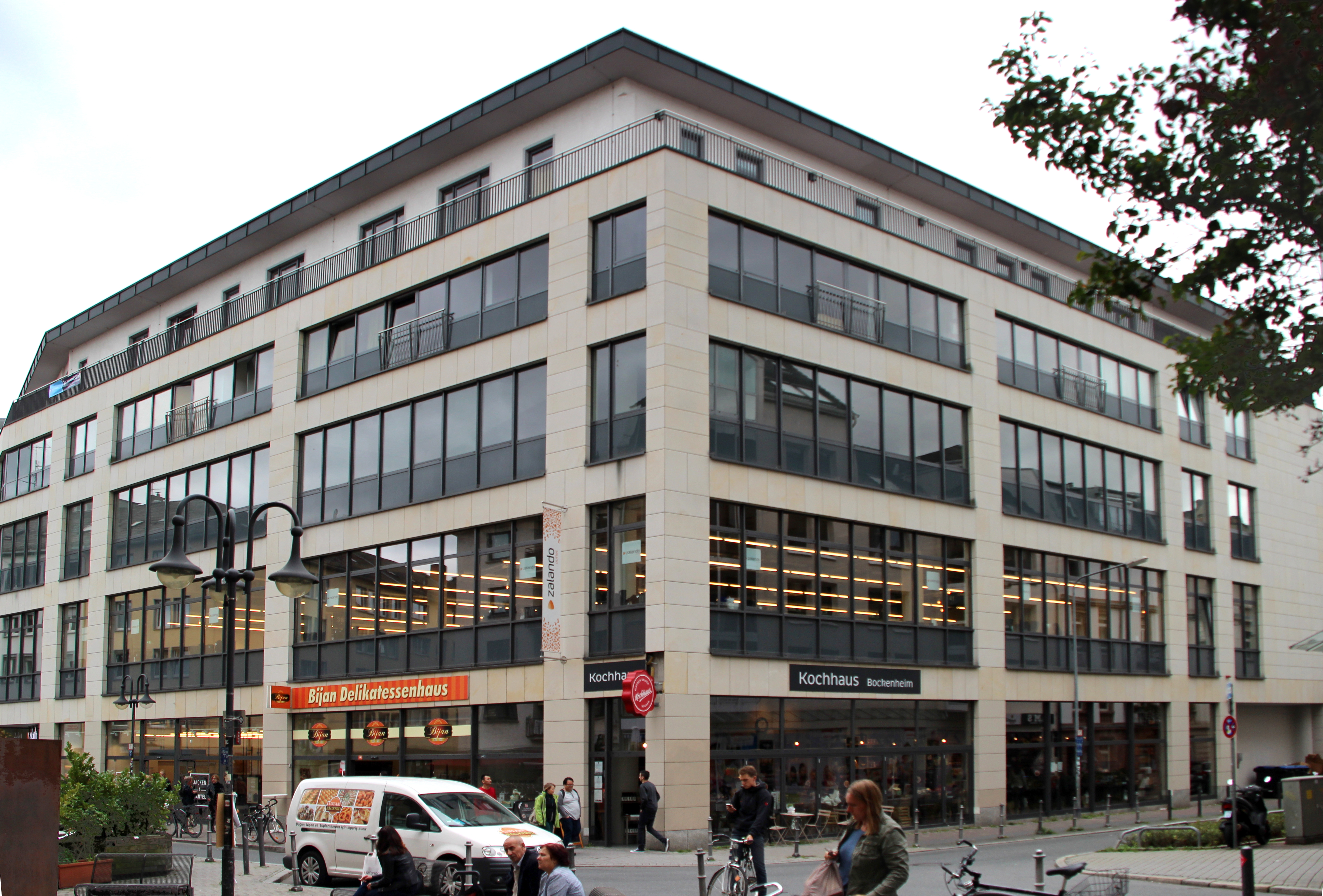
Das umgebaute ehemalige Kaufhof-Gebäude

1944 wurden die Gebäude des Eckgrundstücks Leipziger- und Rohmerstraße durch Bombentreffer zerstört. Nach Kriegsende wurde hier ein Geschäftshaus errichtet. Nach Bekanntgabe der Pläne des Baus einer Stadtteilfiliale der Kaufhof AG, wurden erhebliche Bedenken laut gegen die geplante Bebauung wegen einer befürchteten negativen Sogwirkung auf die Umsätze anderer vorhandenen Einzelhandelsgeschäfte.
In den 1960er-Jahren errichtete dann die Kaufhof AG Filialen in verschiedenen Stadtteilen, so auch in Bornheim und in Bockenheim mit damals zeitbezogenen, modernen Fassaden. Der wirtschaftliche Ertrag entsprach jedoch nicht den gesetzten Zielen, zumal die eröffnete U-Bahn Kaufkraft wieder abschöpfte und Richtung Innenstadt verlagerte. 
Nach der Übernahme der Kaufhof AG durch die Metro AG wurde im Sommer 2000 wegen zu spärlicher Renditen die Schließung auch dieser Filiale beschlossen. Zwei Monate später wurde die Liegenschaft an einen privaten Investor verkauft. Das Gebäude wurde aufgestockt und die zusätzliche Fläche als Wohnraum vermietet. Seit der Renovierung wird ein Teilbereich von der Drogeriekette dm gepachtet. 2014 bis 2025 betrieb Zalando an dieser Stelle einen Outlet-Store. Seither nutzt Woolworth die Ladenflächen.

### Ladengalerie an der Bockenheimer Warte

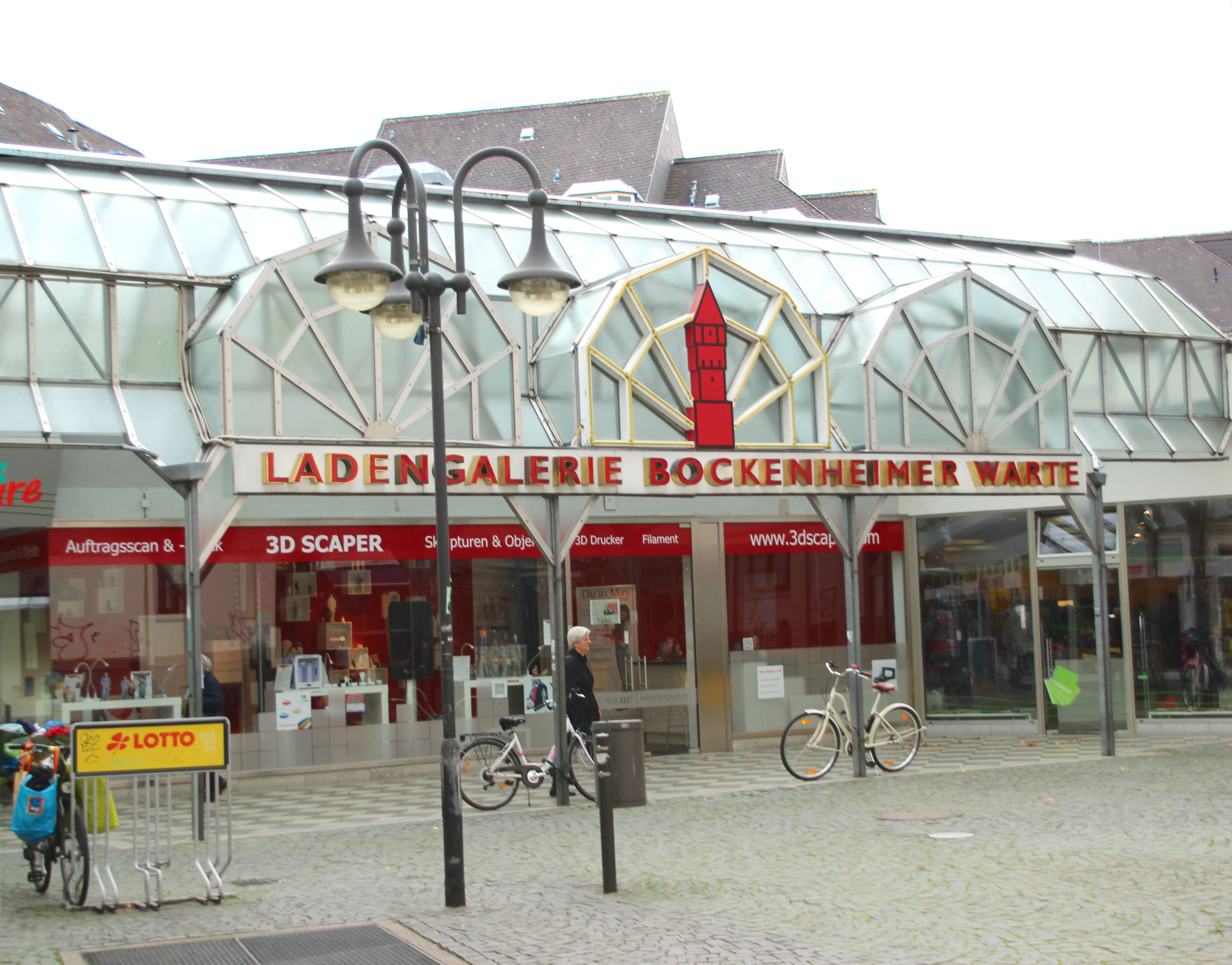
Haupteingang der Ladengalerie

Die Ladengalerie an der Bockenheimer Warte wurde im Oktober 1984 fertiggestellt. Eigentümer ist der geschlossene Immobilienfonds DG-Immobilien-Anlage Nr. 15. Bis in die 2010er Jahre herrschte immer wieder Leerstand in den Ladenflächen, das ursprüngliche Galeriekonzept wurde nicht angenommen. Seit den 2010er Jahren ist die Galerie wieder vollständig vermietet, Mieter sind u. a. Netto Marken-Discount, KiK und die Frankfurter Sparkasse. In der ehemaligen Subway-Filiale befindet sich seit Mitte 2019 ein Imbiss.